# Waldstadt (Zossen)
Die Waldstadt ist ein Gemeindeteil des Zossener Ortsteils Wünsdorf im Landkreis Teltow-Fläming, Brandenburg. Sie liegt rund 20 Kilometer südlich von Berlin.

## Geschichte
Auf dem Gelände befand sich ursprünglich das Dorf Zehrensdorf, das 1911 geräumt, 1921 wiederbesiedelt und 1936 endgültig geräumt wurde. Die „verbotene Stadt“ wurde bis auf eine Unterbrechung in den 1920er Jahren kontinuierlich militärisch genutzt, die unterirdisch erbauten Anlagen von 1939 bis 1994.
1910 entstand ein Kaiserlicher Truppenübungsplatz und eine Garnison. 1935 folgte die Kommandozentrale der Deutschen Heeresführung (OKH) und ab 1945 der Hauptgefechtsstand der Gruppe der Sowjetischen Streitkräfte in Deutschland (GSSD) und der 16. Sowjetischen Luftarmee (16. LA) mit den zuletzt geführten Tarnnamen „RANET“ bzw. „WIMPEL“. Von 1974 bis 1990 bestand hier auch die Deutsch/Sowjetische Vereinigte Hauptzentrale 14 (Tarnname „KASSATOR“). Federführend durch die Deutsche Luftwaffe wurde diese Einrichtung als deutsch-russische Luftraum-Koordinierungsstelle (LUKO), nunmehr zivil/militärisch, bis zum vollständigen Abzug der GSSD im Jahr 1994 weitergeführt.
Am 16. Februar 1996 wurde die Gemeinde Waldstadt gegründet. Ihr Gemeindegebiet war vorher gemeindefrei. Bereits zwei Jahre später wurde sie am 27. September 1998 nach Wünsdorf eingemeindet, das wiederum 2003 nach Zossen eingemeindet wurde.
Das Areal kann über den Historischen Rundweg durch die Verbotene Stadt erschlossen werden.

## Unterirdische Anlagen
- Bunker Wünsdorf Zeppelin
- Bunker Wünsdorf Maybach I
- Bunker Wünsdorf Maybach II
- Bunker Wünsdorf GSSD Kommandobunker
- Bunker Wünsdorf Panzier

## Ökologische Stadt (Eco-City)
In Wünsdorf-Waldstadt ist das Eco-City Projekt geplant.